# Trent Tucker
Kelvin Trent Tucker (Tarboro, 20 dicembre 1959) è un ex cestista statunitense, professionista nella NBA.

## Carriera
Venne selezionato dai New York Knicks al primo giro del Draft NBA 1982 (6ª scelta assoluta).

## Curiosità
Trent Tucker è ricordato anche per un tiro ad un decimo di secondo dal termine di una partita Knicks-Bulls del 1990.
Quel canestro portò i New York Knicks alla vittoria.

## Palmarès
- Campionato NBA: 1

Chicago Bulls: 1993